# 柚須站

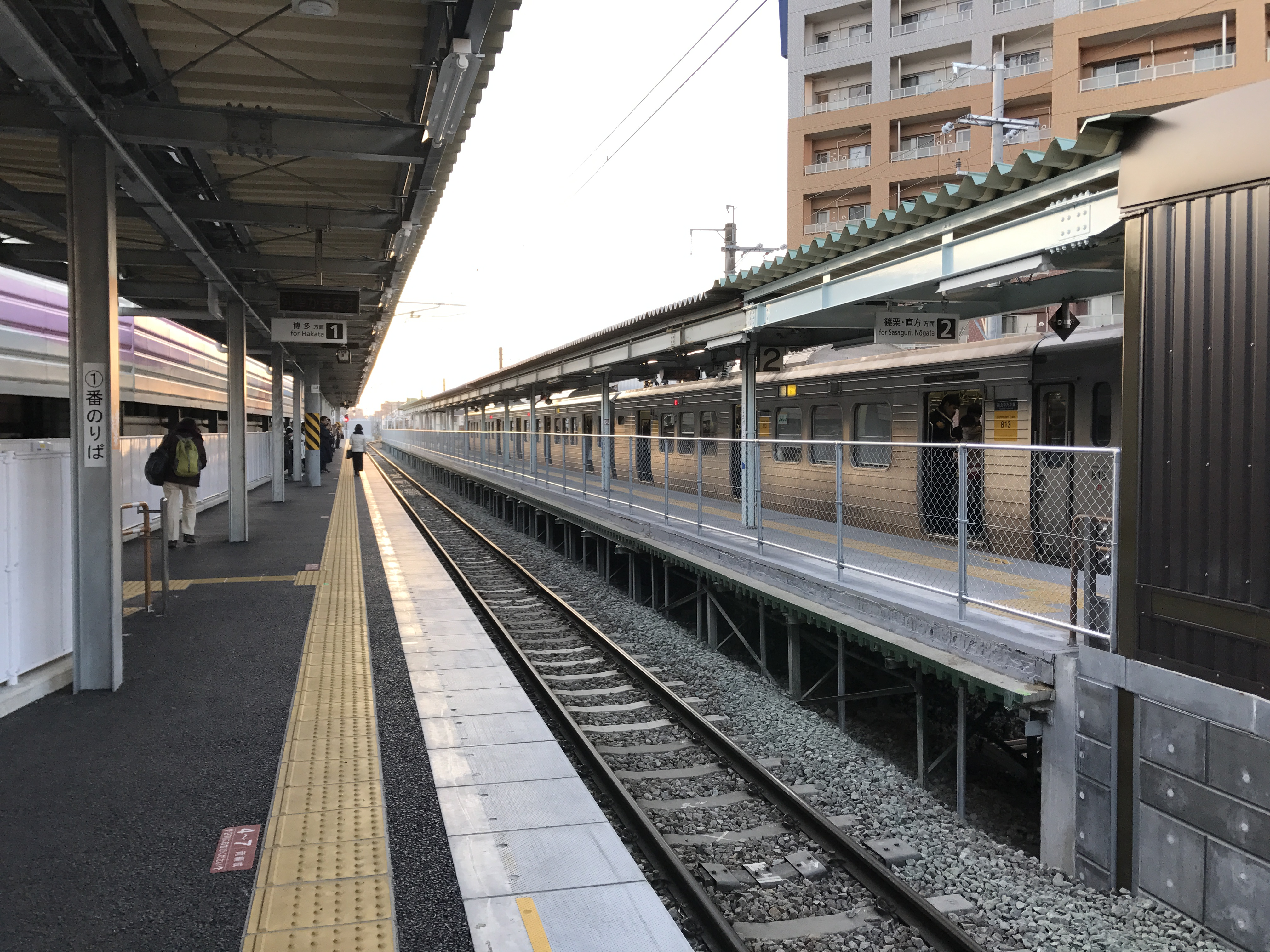
月台

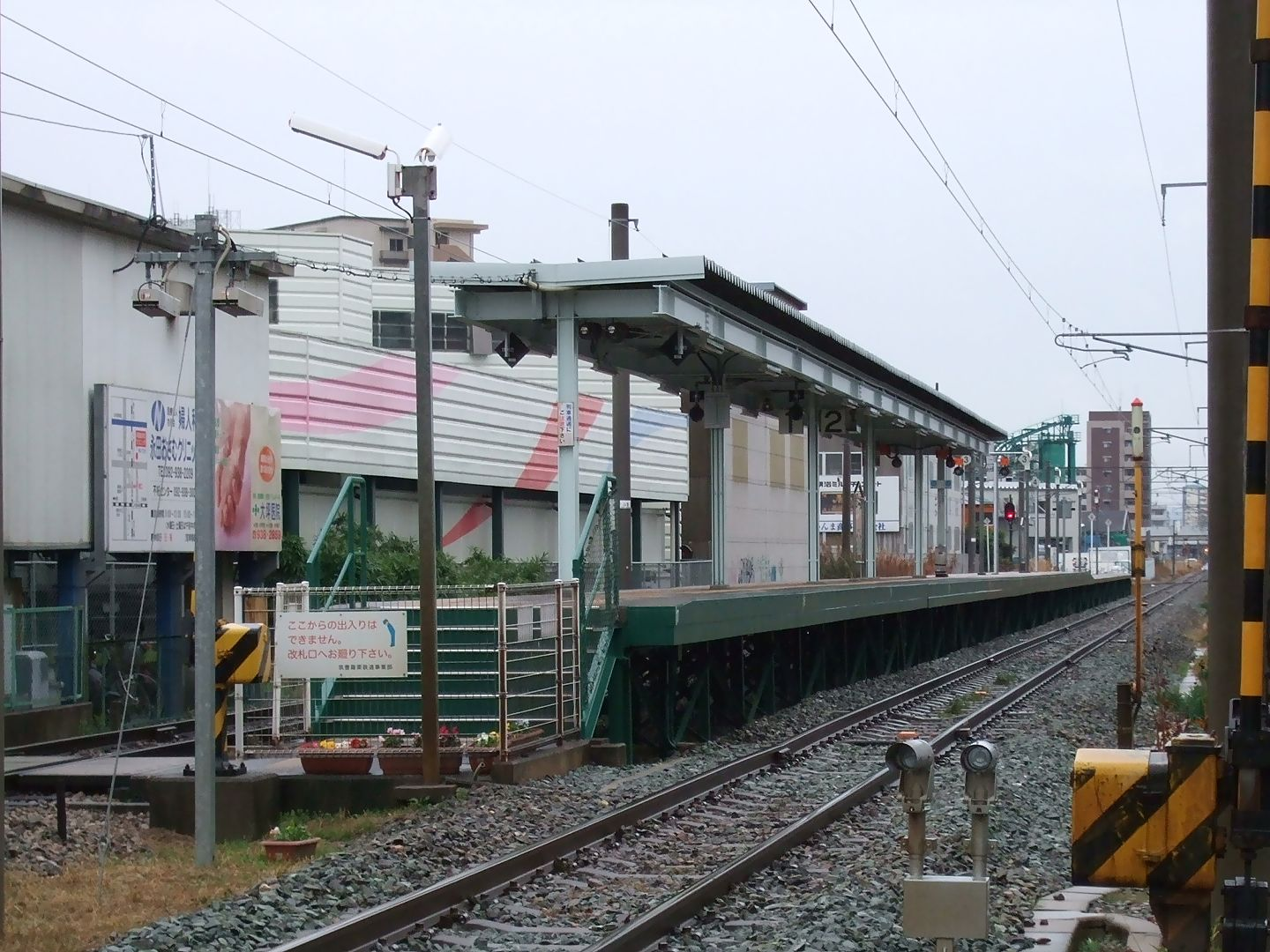
島式月台的月台。前方路軌前往桂川，後方路軌前往吉塚。圖中右邊路線為通過線。圖中左邊設有站內平交道

柚須站（日语：／ Yusu eki */?）是位於福岡縣糟屋郡粕屋町大字柚須139番5號，九州旅客鐵道（JR九州）的篠栗線（福北豐線）車站。車站編號為JC02。

## 歷史
- 1988年（昭和63年）3月13日 - 車站於勝田線（1985年4月1日廢止）分支點遺址啟用。當初只有1面1線月台。
- 2009年（平成21年）3月1日 - 此站可以使用IC卡「SUGOCA」[1]。
- 2015年（平成27年）3月14日 - 時間表修正後，所有快速列車均停靠此站。
- 2016年（平成28年）10月15日 - 當日起，新1號月台開始使用。

## 車站構造
從前此站設有1面2線的島式月台，為一線結構。在2016年10月起，新1號月台開始使用，使現時設有2面2線的單式月台。所有快速列車和普通列車均停靠此站。基本上，日間大部分列車均會在此站進行列車交會，1號月台為吉塚、博多方向月台，2號月台為原町、長者原方向月台。當打亂時間表時候則會有例外。車站大樓與2號月台之間設有站內平交道連接。車站南邊（下行列車前進方向的左邊）設有小型車站大樓，大樓直接連接1號月台。
此站是業務委託車站，委托JR九州鐵道營業負責車站業務。此站設有POS終端。在2010年秋天起此站設有綠色窗口（MARS系統）。另外，此站設有自動售票機、自動閘機。此站可使用SUGOCA等IC卡。

### 月台
| 月台 | 路線     | 上下行 | 方向           |
| ---- | -------- | ------ | -------------- |
| 1    | 福北豐線 | 下行   | 吉塚、博多方向 |
| 2    | 福北豐線 | 上り   | 桂川、飯塚方向 |

## 使用狀況
在2019年（令和元年）度，1日平均乘車人次為4,222人。
| 年度   | 1日平均 上下車人次 | 1日平均 乘車人次 |
| ------ | ------------------ | ---------------- |
| 2006年 | 3,500              | -                |
| 2007年 | 4,200              | -                |
| 2008年 | 4,300              | -                |
| 2009年 | 4,500              | -                |
| 2010年 | 4,700              | -                |
| 2011年 | 5,200              | -                |
| 2012年 | 5,500              | -                |
| 2013年 | 5,900              | -                |
| 2014年 | 6,000              | -                |
| 2015年 | 6,800              | -                |
| 2016年 |                    | 3,615            |
| 2017年 |                    | 3,786            |
| 2018年 |                    | 4,076            |
| 2019年 |                    | 4,222            |

## 車站周邊
- 國道3號博多繞道
- 菱備（日语：リョービ）福岡營業所
- 福岡縣道607號福岡篠栗線（日语：福岡県道607号福岡篠栗線）
- AEON福岡東購物中心（日语：イオン福岡東ショッピングセンター）
- 福岡市立箱崎清松中學（日语：福岡市立箱崎清松中学校）

## 相鄰車站
九州旅客鐵道（JR九州）
 福北豐線（篠栗線）
■快速
長者原（JC04）－柚須（JC02）－吉塚（JC01）
■普通
原町（JC03）－柚須（JC02）－吉塚（JC01）

## 注腳
1. ↑  . 交通新聞 (交通新聞社). 2009-03-03: 1 （日语）.
2. 1 2   (PDF). 九州旅客鉄道.   [2020-09-24]. （原始内容存档 (PDF)于2020-08-24） （日语）.
3. ↑  粕屋町 町勢要覽 JR不同車站的使用狀況
4. ↑   (PDF). 九州旅客鉄道. 2017-07-31  [2017-08-07]. （原始内容 (PDF)存档于2017-08-01） （日语）.
5. ↑   (PDF). 九州旅客鉄道.   [2019-03-10]. （原始内容 (PDF)存档于2018-07-17） （日语）.
6. ↑   (PDF). 九州旅客鉄道.   [2019-07-27]. （原始内容存档 (PDF)于2019-12-06） （日语）.

## 外部連結
- 柚須（車站資訊） - 九州旅客鐵道（日語）